# Louis Payen (librettiste)
Pour les articles homonymes, voir Louis Payen et Payen.
Pierre Albert Paul Liénard, dit Louis Payen, né le 13 décembre 1875 à Bagard (Gard) et mort le 21 juillet 1927 à Épinay-sur-Seine, est un poète, auteur dramatique et librettiste français.

## Biographie
Fils d'un juge de paix mort alors qu'il avait à peine dix ans, Albert Liénard entre au collège de Nîmes puis au lycée de Montpellier où il fonde La Coupe, une revue mensuelle de poésie qui publiera entre autres des poèmes de Paul Valéry.
Après avoir obtenu un premier prix de droit à la faculté de Montpellier puis une licence à la faculté de droit de Lyon, Albert Liénard entre dans l'administration des Contributions indirectes en octobre 1897 d'abord à Montpellier puis à Lyon et enfin à Paris à partir de 1899, tout en poursuivant ses activités d'homme de lettres sous le nom de Louis Payen comme poète, romancier, auteur dramatique et librettiste, et devient le secrétaire de Catulle Mendès.
Il démissionne de son poste de fonctionnaire à la Monnaie de Paris en février 1911 pour se consacrer entièrement à sa carrière littéraire.
Après avoir participé à la première guerre mondiale où il avait été affecté au 122e régiment d'infanterie territoriale, il est nommé en 1920 secrétaire général de la Comédie-Française et y organise des Matinées poétiques pour diffuser la cause de la poésie française auprès du grand public.
Mort à 51 ans à la Maison de santé d'Épinay-sur-Seine où il avait été admis quelques semaines auparavant pour neurasthénie, Louis Payen a d'abord été enterré dans le cimetière de la commune avant d'être transféré à Paris et réinhumé au cimetière du Père-Lachaise (95e division).
Il était par sa mère, née Alix Barbusse, un cousin de l'écrivain et journaliste Henri Barbusse.

## Œuvre
Comme poète
- 1898 : Vers la vie
- 1900 : À l'ombre du portique, éditions de La Maison du poète à Paris
- 1901 : Persée, éditions Rives, Imprimerie ardéchoise
- 1905 : Les Voiles blanches, éditions du Mercure de France à Paris
- 1913 : Le Collier des heures, éditions du Mercure de France à Paris
- 1920 : Les Saisons rouges, éditions Eugène Figuière et Cie à Paris
- 1925 : La Coupe d'ombre, éditions Le Hérisson, Edgar Malfère à Amiens

Comme romancier
- 1905 : La Souillure
- 1907 : L'Autre femme, éditions Fasquelle-Charpentier à Paris

Comme auteur dramatique
- 1902 : L'Âme des choses, pièce en 1 acte en vers, au théâtre de l'Athénée (20 juin)
- 1904 : L'Amour vole, comédie en 1 acte, au théâtre Victor-Hugo (2 avril)
- 1907 : La Tentation de l'abbé Jean, pièce en 3 actes, au théâtre du Palais-Royal (12 mars)
- 1907 : Le Bon coin, comédie en 1 acte, à Longwy (22 décembre)
- 1908 : La Victoire, tragédie en 3 actes, au théâtre antique d'Orange (7 août)
- 1911 : La Mort de Siséra / Siséra, tragédie en 2 actes, aux arènes de Nîmes (25 juin)
- 1912 : La Monnaie de singe comédie en 4 actes en collaboration avec Lucie Delarue-Mardrus
- 1912 : Agnès, dame galante, comédie en 4 actes en collaboration avec Henri Cain, au théâtre des Bouffes-Parisiens (28 mars)
- 1921 : Tamyris, pièce en 3 actes en vers, au théâtre antique de Carthage (28 mars)[8]. Reprise au Théâtre national populaire le 9 avril suivant[9].
- 1922 : Les Amants de Ferrare, comédie dramatique en 3 actes, au théâtre municipal de Tunis (15 avril)
- 1924 : L'Ouragan, comédie en 4 actes, au théâtre municipal de Tunis (23 février)
- 1929 : L'Impéria, pièce en 5 actes en vers, au théâtre des arènes de Saintes (11 août)[10].

comme librettiste
- 1899 : Tiphaine, drame lyrique en 2 actes, musique de Valentin Neuville, à l'Opéra d'Anvers (11 février)
- 1906 : Défense d'entrer ou Porte close, opérette en 1 acte, lyrics de Jacques Bousquet, musique d'Émile Vuillermoz, à Biarritz (31 août)
- 1908 : Madeleine, drame lyrique en 3 actes et 4 tableaux, musique de Valentin Neuville, au Grand-Théâtre de Lyon (11 février)[11]
- 1911 : Les Esclaves, tragédie lyrique en 3 actes, musique d'Aymé Kunc, au théâtre des Arènes de Béziers (27 août)
- 1912 : L'Aigle, épopée lyrique en 3 parties et 10 tableaux en collaboration avec Henri Cain, musique de Jean Nouguès, au théâtre des Arts de Rouen (1er février)
- 1913 : Carmosine, conte romanesque en 3 actes et 4 tableaux en collaboration avec Henri Cain d'après la pièce d'Alfred de Musset, musique d'Henry Février, à la Gaîté-Lyrique (février)
- 1913 : Yato, drame lyrique en 2 actes et 2 tableaux en collaboration avec Henri Cain, musique de Marguerite Labori, à l'Opéra de Monte-Carlo (28 mars)
- 1914 : Cléopâtre, drame passionnel en 4 actes et 5 tableaux, musique de Jules Massenet, à l'Opéra de Monte-Carlo (23 février)[12]
- 1917 : À toute allure, revue en 3 actes et 5 tableaux, musique de Félix Hesse, au théâtre municipal de Lure (6 décembre)
- 1919 : Gismonda, drame lyrique en 4 actes en collaboration avec Henri Cain d'après le drame de Victorien Sardou, musique d'Henry Février, à l'Opéra-Comique (15 octobre)[13]
- 1922 : L'aumône de Don Juan, drame lyrique en 1 acte en collaboration avec Henri Cain, musique de Cécile Simon, créé à New-York[14]. Création en France au Casino d'Aix-les-Bains le 29 août 1925.
- 1922 : Fleur de pêcher, conte lyrique en 1 acte, musique de Cécile Simon, au Casino municipal de Nice (12 avril)
- 1927 : Le Roi d'Yvetot, opérette en 3 actes, musique de Camille Boucoiran, au théâtre Massenet de Saint-Étienne (25 mars)
- 1929 : La Femme nue, drame lyrique en quatre actes d'après la pièce d'Henry Bataille, musique d'Henry Février, à l'Opéra de Monte-Carlo (23 mars). Reprise à l'Opéra-Comique en avril 1932.

## Distinctions
- Officier d'Académie (arrêté ministériel du 2 janvier 1908)[15]
- Officier de l'Instruction publique (arrêté ministériel du 17 mars 1913)[16]
- Commandeur du Nichan Iftikhar (1924)
- Chevalier de la Légion d'Honneur (décret du 14 janvier 1925). Parrain : Jules Michel, secrétaire général de la Présidence de la République[17].